# Franz Innerhofer
Franz Innerhofer (Krimml, 2 maggio 1944 – Graz, 19 gennaio 2002) è stato uno scrittore austriaco.
Vincitore di premi prestigiosi, dal Bremen Literature al Rauriser Literature e al Sandoz, raccontò nei suoi romanzi la propria esperienza di un'infanzia durissima a causa dello sfruttamento nella fattoria ad opera del patrigno. Ebbe un grande successo soprattutto con Bei tempi (Schöne Tage) del 1974 nel quale denuncia con violenza l'ignoranza e la brutalità del mondo arcaico.
Meno incisivi risultano Il lato oscuro (Schattseite, 1975) e I paroloni (Die großen Wörter, 1977), nei quali Innerhofer prosegue con fatica una sua ricerca d'identità.

## Opere
- Schöne Tage, 1974
- Schattseite, 1975
- Die großen Wörter, 1977
- Innenansichten eines beginnenden Arbeitstages, 1977
- Orvieto (Hörspiel) - Innerhofer qui si ritraeva col nome di „Heinz Dürr“, 1979
- Der Emporkömmling, 1982
- Out of Arnfels, 1983
- Orvieto, 1990
- Scheibtruhe, 1992
- Um die Wette leben, 1993
- Der Flickschuster, 2004 (postumo)